# ISF München
Das Institut für Sozialwissenschaftliche Forschung e. V. – ISF München ist eine 1965 von Burkart Lutz begründete  gemeinnützige Forschungseinrichtung in der Rechtsform eines eingetragenen Vereins. Das Institut hat derzeit ca. 40 wissenschaftliche Mitarbeiter und forscht vorwiegend auf dem Gebiet der Arbeits- und Industriesoziologie.

## Institut

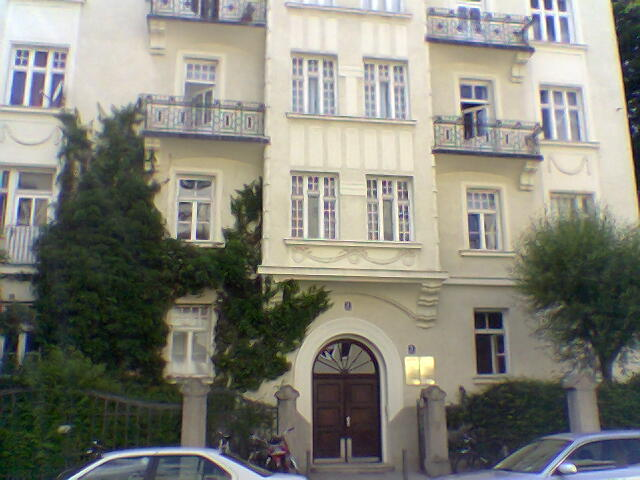
Das Räume des ISF in München

Die Räume des Instituts befinden sich in einem denkmalgeschützten Jugendstilmietshaus im nördliche Stadtbezirk Maxvorstadt von München.
Zu den Auftraggebern des ISF zählen Ministerien (insbesondere das Bundesministerium für Bildung und Forschung) und Stiftungen (etwa die Hans-Böckler-Stiftung oder die Volkswagenstiftung), die Europäische Union, aber auch Unternehmen und Gewerkschaften. Das Institut war an drei Sonderforschungsbereichen beteiligt: am SFB 101 „Theoretische Grundlagen sozialwissenschaftlicher Berufs- und Arbeitskräfteforschung“ (1972–1986), am SFB 333 „Entwicklungsperspektiven von Arbeit“ (1986–1996) und am SFB 536 „Reflexive Modernisierung – Analysen zur Transformation der industriellen Moderne“ (1999–2009), in dem es mit der Ludwig-Maximilians-Universität München (u. a. Ulrich Beck), der Technischen Universität München, der Universität Augsburg und der Universität der Bundeswehr München zusammenarbeitete.
Das ISF München finanziert sich weitgehend über Projektgelder und verfügt nur über eine geringe öffentliche Grundförderung durch den Freistaat Bayern. 2013 wurde das Institut von einer Strukturkommission des Landes Bayern unter Vorsitz von Ernst Theodor Rietschel evaluiert.

## Arbeits- und Forschungsgebiete
Das ISF stellt empirische Untersuchungen in Betrieben und Unternehmen an, insbesondere mit den Mitteln der qualitativen Sozialforschung (Intensivinterviews, Fallstudien), die es mit theoretischer Reflexion zur Entwicklung von Arbeit und Gesellschaft verbindet; auch Öffentlichkeitsarbeit und Praxistransfer gehören zu seinen Aufgaben.
Bekannt geworden ist das Institut durch seine Forschung auf dem Gebiet der Humanisierung der Arbeitswelt. Am ISF München ist u. a. der so genannte „Münchner Betriebsansatz“ entwickelt worden („Betrieb als Strategie“, Burkart Lutz, Günter Bechtle, Norbert Altmann, Dieter Sauer), der dem Betrieb eine entscheidende Rolle im Zusammenspiel von Kapitalstrategien und Arbeit zuweist. Auch die Theorie der segmentierten Arbeitsmärkte (Werner Sengenberger) ist maßgeblich hier erarbeitet worden. Eine große Rolle spielten auch Arbeiten zur systemischen Rationalisierung (Norbert Altmann, Dieter Sauer), die in lebhafter Kooperation und Auseinandersetzung mit dem Soziologischen Forschungsinstitut an der Georg-August-Universität Göttingen (SOFI) und dessen Theorie der "neuen Produktionskonzepte" entstanden.
Heute stehen vor allem folgende Forschungsthemen im Mittelpunkt:
- Entgrenzung der Arbeit (Flexibilisierung, Subjektivierung und „radikale Vermarktlichung“ von Arbeit, Verschränkung von Arbeit und Leben)
- Erfahrungswissen, subjektivierendes Arbeitshandeln, interaktive und kooperative Arbeit in Produktion, Dienstleistung und Berufsbildung
- Qualifizierung, Arbeitsmarkt, Arbeitsgestaltung in Handwerk sowie kleinen und mittleren Unternehmen
- „Verteilte Arbeit“: Netzwerke, Projektmanagement und neue Organisationsstrukturen im internationalen Kontext
- Internationalisierung von Unternehmen: interkulturelle Arbeit, Wandel von Arbeitsorganisation und Wissensmanagement, „Grenzgänger“
- Informatisierung der Arbeit: Arbeitsvermögen, Technik, Interessen der Beschäftigten
- Industrielle Beziehungen und Mitbestimmung: Herausforderungen für die Akteure und neue Strategien
- Folgen der demografischen Entwicklung für Arbeitsmarkt und Betrieb
- Neue Formen der Dienstleistungsarbeit und virtuelle Unternehmen (Medien, IT, personenbezogene Dienstleistungen)
- Soziale Nachhaltigkeit und regionales Wirtschaften

## Publikationen
Die Publikationen des Instituts bis zum Jahre 2000 stehen seit April 2010 öffentlich zugänglich als durchsuchbare Volltexte im Internet.